# کیم تیک-سو
کیم تیک-سو (انگلیسی: Kim Taek-soo؛ زادهٔ ۱۹۷۰) یک بازیکن تنیس روی میز اهل کره جنوبی است. 
وی در مسابقات کشوری و بین‌المللی در مجموع برنده ۴ مدال طلا، ۸ مدال نقره، ۱۵ مدال برنز شده‌است.